# اومبرتو گیدونی
اومبرتو گیدونی (به انگلیسی: Umberto Guidoni) فضانورد اهل کشور ایتالیا است که در ۱۸ اوت ۱۹۵۴ میلادی در رم زاده شد. وی در مأموریت اس‌تی‌اس-۷۵، اس‌تی‌اس-۱۰۰ حضور داشته است.